# أليتريتينوين
إليتريتينوين أو 9-سيس حمض الريتينويك هو شكل من أشكال فيتامين أ يستخدم مضادا للأورام، وهو ريتينويد من الجيل الأول. حصل على ترخيص إدارة الغذاء والدواء في شباط 1999.

## الاستخدامات
- سرطان كابوزيس.[4][5][6]
- إكزيما اليد المزمنة.[7][8]

## آلية العمل
يؤثر إليتريتينوين على مستقبل ريتنويد أكس ومستقبل حمض الريتنويك.